# Polygala lozanii
Polygala lozanii är en jungfrulinsväxtart som beskrevs av Joseph Nelson Rose. Polygala lozanii ingår i släktet jungfrulinssläktet, och familjen jungfrulinsväxter. Inga underarter finns listade i Catalogue of Life.